# Samuel Fröler
Samuel Fröler (* 24. März 1957 in Riddaretorp, Kalmar län; eigentlich Per Samuel Fröler) ist ein schwedischer Schauspieler und Sänger. Seit Ende der 1980er-Jahre hat er an mehr als 20 Film- und Fernsehproduktion mitgewirkt. Bekanntheit brachte ihm die männliche Hauptrolle in dem preisgekrönten Spielfilm Die besten Absichten (1992) ein.

## Leben
Samuel Fröler wurde als Per Samuel Fröler, Sohn eines Pastors und einer Grundschullehrerin geboren. Er wuchs als jüngstes von fünf Geschwistern auf. Ein Bruder kam mit dem Down-Syndrom auf die Welt. Die Pastorenfamilie aus der Region von Kalmar lebte zuerst im Pfarrhaus von Frölers Geburtsort Riddaretorp bei Madesjö. Im Alter von zehn Jahren zog Fröler mit seiner Familie in die Pfarrgemeinde von Reftele, Gislaved. Die Sommer verbrachte die Familie auf Öland.
Nach dem Besuch der Schule arbeitete Fröler von 1978 bis 1982 an der Klinik für Jugendpsychiatrie in Västerås. Nachdem er ursprünglich mit dem Beruf des Psychologen geliebäugelt hatte, wechselte er zur Schauspielerei und studierte von 1982 bis 1985 an der Theaterschule in Göteborg. Nach seiner Ausbildung ging er ans Stadttheater von Stockholm.
Ab Ende der 1980er-Jahre folgten für Fröler Angebote im schwedischen Fernsehen. Bekanntheit erlangte er durch seine erste Fernsehrolle in Lars Molins Tre kärlekar (1989 und 1991). In der in zwei Staffeln ausgestrahlten Serie, die am Ende des Zweiten Weltkriegs in Schweden spielt, war Fröler in der Hauptrolle des Gösta Nilsson zu sehen, einem Offizier der Schwedischen Luftwaffe. Daraufhin wurde der bekannte Filmemacher Ingmar Bergman auf den Schauspieler aufmerksam, der zu dieser Zeit gemeinsam mit dem dänischen Regisseur Bille August ein Projekt über das Leben seiner Eltern plante. In dem Historiendrama Die besten Absichten, das zuerst 1991 in Schweden als Fernsehmehrteiler erschien, übernahm Fröler die Rolle von Bergmans Vater, eines zur selbstkasteienden Askese, zu Seelenqualen und Selbstzweifeln an der spontanen Lebenslust seine Ehefrau (dargestellt von Pernilla August) neigenden Pastors aus ärmlichen Verhältnissen. Die gekürzte Filmversion wurde 1992 bei den Internationalen Filmfestspielen von Cannes uraufgeführt, wo Die besten Absichten mit der Goldenen Palme den Hauptpreis des Festivals gewann und Fröler in der Folge einem internationalen Publikum bekannt wurde. Die Rolle des Henrik Bergman brachte ihm Lob seitens der Fachkritik ein und er erhielt 1993 eine Nominierung für den wichtigsten schwedischen Filmpreis Guldbagge als Bester Hauptdarsteller.
Nach Die besten Absichten gelang es Fröler nicht, an diesen Erfolg anzuknüpfen, trat aber weiterhin regelmäßig im schwedischen Film und Fernsehen in Erscheinung. 1996 übernahm er für Liv Ullmanns Fernsehfilm Enskila samtal erneut nach einem Drehbuch Ingmar Bergmans den Part des Henrik Bergman, während ihn Richard Hoberts Psychothriller Das Auge wieder mit seiner Schauspielkollegin Lena Endre zusammenbrachte. Einem breiten schwedischen Fernsehpublikum rief sich Fröler zwischen 1997 und 2000 durch die populäre Serie Skärgårdsdoktorn in Erinnerung. In der Produktion von Sveriges Television übernahm er die Hauptrolle des aus Afrika heimkehrenden Arztes Johan Steen, der mit seiner heranwachsenden Tochter ins abgelegene Schärenarchipel von Stockholm zieht, um eine dortige Arztpraxis zu übernehmen.
Samuel Fröler ist Vater von fünf Kindern aus verschiedenen Beziehungen und lebt abwechselnd in Stockholm und auf Öland. Er engagierte sich in der Vergangenheit als Botschafter für den Fußballverein Kalmar FF aus seiner Heimatregion. Parallel zu seiner Arbeit als Schauspieler veröffentlichte Fröler im Jahr 2000 als Sänger ein eigenes Musikalbum, für das ihm unter anderem bekannte Künstler wie CajsaStina Åkerström, Kajsa Grytt, Plura Jonsson, Peter LeMarc, Ted Ström, Stefan Sundström, Uno Svenningsson Lieder schrieben. Das schwedischsprachige Album wurde 17.000 Mal verkauft und gelangte in die schwedischen Charts.

## Filmografie (Auswahl)
- 1989–1991: Tre kärlekar (Fernsehserie)
- 1991: Den goda viljan (Fernsehmehrteiler)
- 1992: Todesspur für Isabell (Blueprint, Fernsehmehrteiler)
- 1992: Die besten Absichten (Den goda viljan)
- 1994: Fallet Paragon (Fernsehmehrteiler)
- 1995: Sommaren
- 1996: Enskilda samtal (Fernsehfilm)
- 1996: Gåten Knut Hamsun
- 1997: Närkontakt (Kurzfilm)
- 1997: Et hjørne af paradis
- 1997–2000: Skärgårdsdoktorn (Fernsehserie)
- 1998: Das Auge (Ögat)
- 1999: Svar med foto
- 2000: Hakan Nesser: Das grobmaschige Netz (Det grovmaskiga nätet, Fernsehfilm)
- 2001: Executive Protection – Die Bombe tickt (Livvakterna)
- 2003: Kim und die Wölfe (Ulvesommer)
- 2003: Octane – Grausamer Verdacht (Octane)
- 2003: Para§raf 9 (Fernsehserie)
- 2004–2007: Seks som oss (Fernsehserie)
- 2005: Ved kongens bord (Fernsehmehrteiler)
- 2005: Lovisa och Carl Michael (Fernsehfilm)
- 2006: Exit
- 2006: Världarnas bok (Fernsehserie)
- 2009: Headhunter
- 2010: Die innere Schönheit des Universums (Till det som är vackert)
- 2010: Pax
- 2011: Der Kommissar und das Meer – Laila (Fernsehserie)
- 2016: Nobel (Fernsehserie)
- ab 2017: Rebecka Martinsson (Fernsehserie)
- 2022: The Playlist (Fernsehserie, 6 Episoden)

## Diskografie
- 2000: Blunda mig till ljus igen

## Auszeichnungen
- 1993: Nominierung für den Guldbagge für Die besten Absichten (Bester Hauptdarsteller)